# Alfredo Rodríguez
Alfredo Rodríguez Salicio (L'Avana, 7 ottobre 1985) è un pianista e compositore cubano di musica jazz.

## Biografia
Alfredo Rodríguez è il maggiore dei due figli di Alfredo "Alfredito" Rodríguez, un cantante professionista, compositore di canzoni romantiche e presentatore televisivo e Mayra Salicio. Ha studiato pianoforte classico presso il Conservatorio Saumell Manuel, poi presso il Conservatorio di Musica Roldán Amadeo e all'Instituto Superior de Arte a L'Avana. Il suo interesse per il jazz è stato stimolato dal concorso annuale "JoJazz" per giovani musicisti, dove ha vinto una menzione d'onore nel 2003. Nel 2006, Rodríguez è stato selezionato come uno dei dodici pianisti provenienti da tutto il mondo per esibirsi al Montreux Jazz Festival. Quincy Jones lo notò e gli propose di lavorare con lui. Nel 2007, ha fondato il primo Alfredo Rodríguez Trio, con Gastón Joya (contrabbasso) e Michael Olivera (batteria). Nel 2009, Rodríguez accompagnò suo padre per un tour e decise di non fare ritorno a Cuba e chiedere asilo politico agli Stati Uniti. Con il supporto di Jones ha iniziato la sua ricerca di una carriera nella musica negli Stati Uniti.
Rodríguez si è esibito al Playboy Jazz Festival, SXSWMusic Festival, Detroit Jazz Festival, Monterey Jazz Festival, Newport Jazz Festival, San Francisco Jazz Festival, Gilmore Internazionale tastiera Festival, Roots Jazz Performing Arts Center Concert Series, XVI International Open Air Festival (Polonia), Jazz Festival Vienne (Francia), North Sea Jazz Festival (Olanda), Umbria Jazz Festival (Italia), Montreux Jazz Festival (Svizzera), Mawazine Festival (Marocco), Mundo Latino Festival (Brasile), Shanghai International Film Festival (Cina), Shanghai Festival del Turismo (Cina), così come molti altri spettacoli. Rodríguez è stato anche scelto da varie marche come Mercedes Benz e Louis Vuitton per eseguire a funzioni aziendali e lanci di prodotto. Durante questo periodo di tempo, Alfredo ha stadi con artisti jazz come Wayne Shorter, Herbie Hancock, Patti Austin, James Ingram, McCoy Tyner, Esperanza Spalding, Richard Bona, e Lionel Loueke condiviso.
Una delle composizioni più note di Rodriguez è stato realizzato grazie alla collaborazione con Quincy Jones, Tan Dun, e Siedah Garrett; l'inno "Better City, Better Life" è stato selezionato come colonna sonora ufficiale del Shanghai World Expo 2010.

## Influenze e stile
Un membro 2009 ha suggerito che Rodríguez era "più una fusione di Bill Evans , Kenny Werner , Fred Hersch , anche tocchi di Thelonious Monk nella concezione se non l'esecuzione , [ con ] accenni qua e là del suo patrimonio cubano " . [ 3 ]
Un altro critico nello stesso anno ha scritto che "In una melodia, le sue linee bebop nitide richiamati gioco inizi di Bill Evans sul George Russell metà degli anni cinquanta Jazz Workshop album. Altri pezzi hanno suggerito l'inventiva melodica di Keith Jarrett. E altri ancora mostravano uno stile nascente della propria, contrastante angolare, saltando i passaggi armonici e cluster di spessore con improvvisi, inaspettati archi di lirismo"

## Studio Album
| Titles                                                        | Year | Label               |
| ------------------------------------------------------------- | ---- | ------------------- |
| Sounds of Space (Suoni dello Spazio)                          | 2012 | Mack Avenue Records |
| The Invasion Parade (La Parata dell'Invasione)                | 2014 | Mack Avenue Records |
| Tocororo                                                      | 2016 | Mack Avenue Records |
| The Little Dream (Il Piccolo Sogno)                           | 2018 | Mack Avenue Records |
| Dialogue with Pedrito Martinez (Dialogo con Pedrito Martinez) | 2019 | Mack Avenue Records |
| Coral Way (Modo del Corallo)                                  | 2023 | Mack Avenue Records |